# Neaufles-Saint-Martin
Neaufles-Saint-Martin és un municipi francès situat al departament de l'Eure i a la regió de Normandia. L'any 2007 tenia 1.159 habitants.

## Demografia

### Població
El 2007 la població de fet de Neaufles-Saint-Martin era de 1.159 persones. Hi havia 440 famílies de les quals 88 eren unipersonals (40 homes vivint sols i 48 dones vivint soles), 172 parelles sense fills, 164 parelles amb fills i 16 famílies monoparentals amb fills.
La població ha evolucionat segons el següent gràfic:
Habitants censats

### Habitatges
El 2007 hi havia 541 habitatges, 452 eren l'habitatge principal de la família, 57 eren segones residències i 32 estaven desocupats. 528 eren cases i 7 eren apartaments. Dels 452 habitatges principals, 409 estaven ocupats pels seus propietaris, 28 estaven llogats i ocupats pels llogaters i 15 estaven cedits a títol gratuït; 4 tenien una cambra, 13 en tenien dues, 64 en tenien tres, 134 en tenien quatre i 237 en tenien cinc o més. 366 habitatges disposaven pel capbaix d'una plaça de pàrquing. A 198 habitatges hi havia un automòbil i a 224 n'hi havia dos o més.

### Piràmide de població
La piràmide de població per edats i sexe el 2009 era:
| Homes | Edats   | Dones |
| ----- | ------- | ----- |
| 0     | 95 o +  | 0     |
| 0     | 90 a 94 | 8     |
| 12    | 85 a 89 | 0     |
| 0     | 80 a 84 | 20    |
| 16    | 75 a 79 | 32    |
| 28    | 70 a 74 | 32    |
| 16    | 65 a 69 | 28    |
| 44    | 60 a 64 | 32    |
| 24    | 55 a 59 | 28    |
| 24    | 50 a 54 | 28    |
| 40    | 45 a 49 | 40    |
| 52    | 40 a 44 | 40    |
| 56    | 35 a 39 | 32    |
| 44    | 30 a 34 | 36    |
| 8     | 25 a 29 | 20    |
| 24    | 20 a 24 | 20    |
| 40    | 15 a 19 | 28    |
| 36    | 10 a 14 | 44    |
| 16    | 5 a 9   | 16    |
| 20    | 0 a 4   | 36    |

## Economia
El 2007 la població en edat de treballar era de 754 persones, 547 eren actives i 207 eren inactives. De les 547 persones actives 495 estaven ocupades (274 homes i 221 dones) i 52 estaven aturades (23 homes i 29 dones). De les 207 persones inactives 79 estaven jubilades, 75 estaven estudiant i 53 estaven classificades com a «altres inactius».

### Ingressos
El 2009 a Neaufles-Saint-Martin hi havia 466 unitats fiscals que integraven 1.222 persones, la mediana anual d'ingressos fiscals per persona era de 20.503,5 €.

### Activitats econòmiques
Dels 46 establiments que hi havia el 2007, 1 era d'una empresa alimentària, 2 d'empreses de fabricació de material elèctric, 1 d'una empresa de fabricació d'elements pel transport, 4 d'empreses de fabricació d'altres productes industrials, 9 d'empreses de construcció, 10 d'empreses de comerç i reparació d'automòbils, 2 d'empreses de transport, 1 d'una empresa d'informació i comunicació, 3 d'empreses financeres, 3 d'empreses immobiliàries, 5 d'empreses de serveis, 2 d'entitats de l'administració pública i 3 d'empreses classificades com a «altres activitats de serveis».
Dels 13 establiments de servei als particulars que hi havia el 2009, 1 era una oficina de correu, 2 tallers de reparació d'automòbils i de material agrícola, 1 autoescola, 1 paleta, 2 guixaires pintors, 1 fusteria, 2 electricistes, 1 empresa de construcció i 2 agències immobiliàries.
Dels 3 establiments comercials que hi havia el 2009, 1 era una botiga de menys de 120 m², 1 una fleca i 1 una botiga de mobles.
L'any 2000 a Neaufles-Saint-Martin hi havia 9 explotacions agrícoles que ocupaven un total de 344 hectàrees.

## Equipaments sanitaris i escolars
El 2009 hi havia una escola elemental.

## Poblacions més properes
El següent diagrama mostra les poblacions més properes.